# Cronologia da história dos Estados Unidos
Esta é uma cronologia da História dos Estados Unidos.

## Século XV
- 12 de outubro de 1492: O navegador italiano Cristóvão Colombo descobre o "Novo Mundo" (continente Americano).
- 24 de junho de 1497: John Cabot desembarca na América do Norte.

## Século XVI
- 2 de abril de 1513: Juan Ponce de León funda a primeira colônia em que são agora os Estados Unidos (Saint Augustine, Florida).
- 22 de abril de 1526: Revolta de escravos na Carolina do Sul.
- 28 de maio de 1539: Hernando de Soto desembarca em Flórida.
- 18 de outubro de 1540: Batalha de Mauvilla.
- 8 de setembro de 1565: St. Augustine, Flórida, é fundada por Pedro Menéndez.
- 27 de julho de 1585: A colônia de Roanoke Island na atual Carolina do Norte é estabelecida pelos ingleses.

## Século XVII
- 24 de março de 1603: Isabel I de Inglaterra morre e é sucedida por Jaime VI da Escócia.
- 14 de abril de 1607: Jamestown, a cidade americana de atual Estado de Virgínia, é fundada pelo capitão inglês John Smith.
- 11 de setembro 1609: Henry Hudson descobre a ilha de Manhattan.
- 4 de dezembro de 1619: O primeiro Dia de Ação de Graças é celebrado.
- 11 de novembro de 1620: Pacto do Mayflower.
- 21 de dezembro de 1620: Fundação de Plymouth (Massachusetts).
- 22 de março de 1622: Massacre de Jamestown.
- Maio de 1624: A Cidade de Nova York é fundada como Nova Amsterdã.
- 23 de abril de 1635: Boston Latin School, a escola pública mais antiga do país, é fundada.
- 16 de dezembro de 1635: Incêndio em Nova Iorque destrói mais de 500 construções.
- 8 de setembro de 1636: Universidade de Harvard é fundada em Cambridge, Massachusetts.
- 29 de março de 1638: Nova Suécia, uma pequena colônia sueca, é fundada pelo explorador Peter Minuit.
- 24 de abril de 1638: New Haven, a primeira cidade planejada, é fundada.
- 25 de fevereiro de 1643: Massacre de Pavonia.
- 1 de dezembro de 1660: Lei de Navegação.
- 4 de julho de 1675: Início da Guerra do Rei Felipe.
- 18 de setembro de 1675: Massacre de Bloody Brook.
- 12 de agosto de 1676: Fim da Guerra do Rei Felipe.
- 4 de março de 1681: Província de Pensilvânia é fundada por William Penn.
- 27 de outubro de 1682: A cidade de Filadélfia, Pensilvânia, é fundada por William Penn.
- 24 de setembro de 1688: Início da Guerra dos Nove Anos.
- 8 de fevereiro de 1690: Massacre de Schenectady.
- Fevereiro de 1692 a maio de 1693: Bruxas de Salém.
- 9 de junho de 1693: A primeira rota postal entre Boston e Rhode Island é estabelecida.
- 20 de setembro de 1697: Fim da Guerra dos Nove Anos.

## Século XVIII
- 20 de julho de 1701: A cidade de Detroit é fundada por Antoine de la Mothe Cadillac.
- 1702 a 1713: Guerra da Rainha Ana (Guerra da Sucessão Espanhola).
- 1 de agosto de 1714: Ana I da Grã-Bretanha morre e é sucedida por Jorge I da Grã-Bretanha.
- 25 de agosto de 1718: A cidade de New Orleans é fundada.
- 19 de junho a 11 de julho de 1754: Congresso de Albany.
- Outubro de 1758: Tratado de Easton.
- 6 de maio de 1751: O primeiro hospital para tratamento de doenças mentais é estabelecido pela Assembleia da Pensilvânia.
- 15 de junho de 1752: Benjamin Franklin descobre a natureza elétrica do raio, usando uma pipa.
- 28 de maio de 1754 a 10 de fevereiro de 1763: Guerra Franco-Indígena.
- 1760: Jeffrey Amherst torna-se o primeiro Governador-Geral da América do Norte, substituindo Pierre de Rigaud, governador da Nova França.
- 22 de setembro de 1761: Jorge III é coroado Rei da Grã-Bretanha.
- 10 de fevereiro de 1763: O Tratado de Paris é assinado.
- 7 de outubro de 1763: A Proclamação Real de 1763 é
- 5 de abril de 1764: A Lei do Açúcar é aprovada pelo Parlamento Inglês.
- 2 de março de 1765: A Lei do Selo (Stamp Act) é aprovada.
- 15 de maio de 1865: O Quartering Act é aprovado.
- 29 de junho de 1767: As Tarifas Townshend (Townshend Acts) são aprovadas pelo Parlamento.
- 5 de março de 1770: Massacre de Boston: Cinco americanos são assassinados pelas tropas britânicas.
- 9 de junho de 1772: Primeira Batalha da Revolução Americana na costa de Rhode Island.
- 16 de dezembro de 1773: Festa do Chá de Boston.
- 31 de março a 22 de junho de 1774: Leis Intoleráveis.
- 2 de junho de 1774: A Lei Marcial é declarada em Massachusetts.
- 5 de setembro a 26 de outubro de 1774: O Primeiro Congresso Continental, realizado em Filadélfia, reúne doze colônias, exceto a Georgia.
- 27 de março de 1775: Thomas Jefferson é eleito delegado para o Segundo Congresso Continental.
- 19 de abril de 1775: Início da Guerra da Independência Americana.
- 19 de abril de 1775: A Guerra da Independência Americana oficialmente começa com as Batalhas de Lexington e Concord.
- 10 de maio de 1775 a 1 de março de 1781: Segundo Congresso Continental.
- 7 de junho de 1775: As Colônias Unidas mudam o nome para os Estados Unidos.
- 14 de junho de 1775: O Exército dos Estados Unidos é criado.
- 15 de junho de 1775: George Washington é nomeado como comandante supremo do Exército Continental.
- 26 de julho de 1775: O United States Postal Service é fundado por Benjamin Franklin.
- 27 de julho de 1775: O Departamento Médico do Exército é estabelecido.
- 13 de outubro de 1775: A Marinha dos Estados Unidos é criada.
- 10 de novembro de 1775: O Corpo de Fuzileiros Navais dos Estados Unidos é criado.
- 28 de novembro de 1775: O Exército Continental é estabelecido pelo Congresso Continental.
- 3 de março a 17 de março de 1776: Ocupação norte-americana às Bahamas.
- 4 de julho de 1776: O Congresso Continental adota a Declaração da Independência em Filadélfia.
- 10 de julho de 1776: A estátua do rei inglês Jorge III é demolida em Nova Iorque.
- 6 de setembro de 1776: O primeiro submarino Turtle é usado na Batalha em New York Harbor.
- 14 de junho de 1777: A atual Bandeira nacional é adotada pelo Congresso.
- 15 de novembro de 1777: Os Artigos da Confederação, são adotados pelo Segundo Congresso Continental.
- 1 de março de 1780: A Pensilvânia torna-se o primeiro estado a abolir a escravatura.
- 1 de março de 1781 a 4 de março de 1789: Congresso da Confederação.
- 1 de março de 1781: Os Artigos da Confederação são ratificados.
- 19 de outubro de 1781: Forças americanas e francesas vencem a Batalha de Yorktown.
- 15 de dezembro de 1781: Declaração de Direitos dos Estados Unidos.
- 8 de março de 1782: Massacre de Gnadenhutten.
- 23 de dezembro de 1783: Fim da Guerra da Independência.
- 6 de julho de 1785: O dólar é escolhido por unanimidade como moeda oficial do país.
- 25 de maio e 17 de setembro de 1787: Convenção Constitucional em Filadélfia.
- 17 de setembro de 1787: A Constituição é adotada.
- 7 de dezembro de 1787: Delaware torna-se o primeiro estado.
- 12 de dezembro de 1787: Pensilvânia torna-se o segundo estado.
- 18 de dezembro de 1787: New Jersey é o terceiro estado a ratificar a Constituição. Em setembro de 1787, a Constituição Americana é assinada em Filadélfia e em 12 de dezembro de 1787, Pensilvânia, uma das 13 colônias, torna-se o segundo estado.
- 2 de janeiro de 1788: Geórgia torna-se o quarto estado.
- 9 de janeiro de 1788: Connecticut torna-se o quinto estado.
- 6 de fevereiro de 1788: Massachussetts torna-se o sexto estado.
- 28 de abril de 1788: Maryland torna-se o sétimo estado.
- 23 de maio de 1788: Carolina do Sul torna-se o oitavo estado.
- 21 de junho de 1788: Nova Hampshire torna-se o nono estado.
- 25 de junho de 1788: Virgínia torna-se o 10º estado.
- 26 de junho de 1788: Nova York torna-se o 11º estado.
- 13 de setembro de 1788: A cidade de Nova Iorque torna-se a capital do país.
- 30 de setembro de 1788: Os primeiros senadores do país são eleitos.
- 4 de março de 1789: Constituição dos Estados Unidos.
- 4 de fevereiro de 1789: Eleição presidencial: George Washington é eleito presidente.
- 4 de março de 1789: Constituição é ratificada pelos nove estados.
- 30 de abril de 1789: George Washington torna-se o primeiro Presidente dos Estados Unidos.
- 24 de setembro de 1789: A Suprema Corte dos Estados Unidos é criada pela Lei Judicial Federal.
- 21 de novembro de 1789: Carolina do Norte torna-se o 12º estado.
- 29 de maio de 1790: Rhode Island torna-se o 13º estado.
- 4 de agosto de 1790: A Guarda Costeira dos Estados Unidos é criada.
- 25 de fevereiro de 1791: O Primeiro Banco dos Estados Unidos é estabelecido pelo Congresso.
- 4 de março de 1791: Vermont torna-se o 14º estado.
- 15 de dezembro de 1791: A Carta de Direitos dos Estados Unidos entra oficialmente em vigor.
- 1792: O Partido Democrata-Republicano (atual Partido Democrata) é fundado por Thomas Jefferson e James Madison.
- 4 de fevereiro de 1792: Eleição presidencial.
- 12 de fevereiro de 1792: A Federal Fugitive Law é aprovada pelo Congresso.
- 2 de abril de 1792: United States Mint, a casa de moeda, é criada.
- 1 de junho de 1792: Kentucky torna-se o 15º estado.
- 13 de outubro de 1792: Inicia a construcão da Casa Branca, a residência oficial do presidente da República.
- 5 de dezembro de 1792: Eleição presidencial:  George Washington é reeleito Presidente.
- 12 de fevereiro de 1793: A Fugitive Slave Act of 1793 é aprovada pelo Congresso.
- 4 de março de 1793: George Washington toma posse o Presidente pelo segundo mandato.
- 1 de janeiro de 1794: Robert Forsyth torna-se o primeiro marechal dos Estados Unidos a morrer em serviço.
- 24 de junho de 1795: O Tratado de Jay é aprovado pelo Senado.
- 3 de agosto de 1795: Tratado de Greenville.
- 27 de outubro de 1795: O Tratado de Pickney, também conhecido como Tratado de San Lorenzo ou de Madrid, é assinado.
- 1 de junho de 1796: Tennessee torna-se o 16º estado.
- 7 de dezembro de 1796: Eleição presidencial: John Adams é eleito.
- 1 de janeiro de 1797: Albany substitui a cidade de Nova Iorque como capital do estado de Nova Iorque.
- 4 de março de 1797: John Adams torna-se o segundo Presidente.
- 14 de julho de 1798: Corpo de Fuzileiros Navais dos Estados Unidos é criado.
- 24 de abril de 1800: A Biblioteca do Congresso é fundada.
- 7 de maio de 1800: O Território de Indiana e Ohio são organizados.
- 3 de dezembro de 1800: Eleição presidencial.
- 12 de dezembro de 1800: Washington, DC torna-se a capital oficial dos Estados Unidos.

## Século XIX
- 4 de março de 1801: Thomas Jefferson torna-se o terceiro Presidente.
- 10 de novembro de 1801: Estado de Tennessee aprova lei contra duelos.
- 24 de fevereiro de 1803: Caso Marbury contra Madison.
- 1 de março de 1803: Ohio torna-se o 17º estado.
- 20 de outubro de 1803: Tratado da Compra da Luisiana.
- 14 de maio de 1804: Expedição de Lewis e Clark.
- 11 de julho de 1804: O Vice-Presidente Aaron Burr atira Alexander Hamilton em duelo. No dia seguinte, Hamilton morre.
- 5 de dezembro de 1804: Eleição presidencial.
- 11 de janeiro de 1805: O Território de Michigan é organizado.
- 4 de março de 1805: Thomas Jefferson toma posse como presidente pela segunda vez.
- 30 de maio de 1806: Andrew Jackson, o futuro presidente da República, mata Charles Dickinson em duelo.
- 1 de janeiro de 1807: Simon Bolívar chega aos EUA.
- 1 de janeiro de 1808: A importação de escravos no país é proibida por lei.
- 7 de dezembro de 1808: Eleição presidencial.
- 3 de fevereiro de 1809: O Território de Illinois é organizado.
- 4 de março de 1809: James Madison toma posse como o quarto Presidente.
- 30 de abril de 1812: Louisiana torna-se o 18º estado.
- 14 de maio de 1812: O Território de Mississippi é organiado.
- 4 de junho de 1812: O Território de Misouri é organizado.
- 18 de junho de 1812 a 24 de dezembro de 1814: Guerra Anglo-Americana.
- 18 de junho de 1812: Estados Unidos declaram guerra à Grã-Bretanha.
- 2 de dezembro de 1812: Eleição presidencial.
- 4 de março de 1813: James Madison toma posse como o Presidente pelo segundo mandato.
- 5 de agosto de 1813: O Segundo Supremo Conselho é fundado em Nova York.
- 20 de setembro de 1814: The Star-Spangled Banner, escrita por Francis Scott Key, torna-se o oficial hino nacional.
- 24 de dezembro de 1814: O Tratado de Ghent é assinado, terminando oficialmente a Guerra de 1812.
- 6 de dezembro de 1816: Eleição presidencial:  James Monroe é eleito Presidente.
- 11 de dezembro de 1816: Indiana torna-se o 19º estado.
- 3 de março de 1817: O Território de Alabama é organizado.
- 4 de março de 1817: James Monroe toma posse como o quinto Presidente.
- 14 de abril de 1817: A primeira escola para surdos do país é criada em Hartford, Connecticut.
- 18 a 19 de abril de 1817: O Tratado de Rush-Bagot é assinado em Washington, DC.
- 10 de dezembro de 1817: Mississippi torna-se o 20º estado.
- 3 de dezembro de 1818: Illinois torna-se o 21º estado.
- 22 de fevereiro de 1819: Os Estados Unidos anexam Florida.
- 2 de março de 1819: O Território de Arkansas é organizado.
- 14 de dezembro de 1819: Alabama torna-se o 22º estado.
- 3 e 6 de março: O Compromisso do Missouri, o acordo aprovado,  torna-se a lei.
- 15 de março de 1820: Maine torna-se o 23º estado.
- 3 de dezembro de 1820: Eleição presidencial: James Monroe é reeleito Presidente.
- 4 de março de 1821: James Monroe assume o Presidente pelo segundo mandato.
- 10 de agosto de 1821: Missouri torna-se o 24º estado.
- 2 de dezembro de 1823: A Doutrina Monroe é promulgada.
- 2 de agosto de 1824: Escravos são libertados no estado de Illinois.
- 1 de dezembro de 1824: Eleição presidencial.
- 9 de fevereiro de 1825: John Quincy Adams é eleito Presidente.
- 4 de março de 1825: John Quincy Adams toma posse como o sexto Presidente.
- 4 de julho de 1826: Morrem os ex-presidentes John Adams e Thomas Jefferson.
- 4 de julho de 1828: A primeira estrada de ferro pública do país entre Baltimore e Ohio é construída.
- 3 de dezembro de 1828: Eleição presidencial: Andrew Jackson é eleito Presidente.
- 4 de março de 1829: Andrew Jackson toma posse como o sétimo Presidente.
- 28 de maio de 1830: A Lei de Remoção dos Índios é assinada pelo presidente Jackson.
- 1 de janeiro de 1831: William Lloyd Garrison publica o primeiro número do jornal abolicionista The Liberator.
- 5 de dezembro de 1832: Eleição presidencial.
- 4 de dezembro de 1833: Sociedade Antiescravista Americana é fundada em Filadélfia.
- 30 de janeiro de 1835: Tentativa de assassinato de Andrew Jackson.
- 2 de outubro de 1835 a 21 de abril de 1836: Revolução do Texas.
- 1 de março de 1836: Texas declara a independência do México.
- 15 de junho de 1836: Arkansas torna-se o 25º estado.
- 25 de fevereiro de 1836: Samuel Colt inventa um revolver.
- 2 de março de 1836: Texas declara a independência do México.
- 7 de dezembro de 1836: Eleição presidencial.
- 26 de janeiro de 1837: Michigan torna-se o 26º estado.
- 4 de março de 1837: Martin Van Buren toma posse como o oitavo Presidente.
- 10 de maio de 1837: Pânico de 1837 em Nova York.
- 2 de dezembro de 1840: Eleição presidencial.
- 4 de março de 1841: William Henry Harrison toma posse como o nono Presidente.
- 6 de abril de 1841: Morre o presidente William Henry Harrison durante o mandato. John Tyler toma posse como o décimo Presidente.
- 4 de dezembro de 1844: Eleição presidencial.
- 1 de março de 1845: Os Estados Unidos anexam Texas.
- 3 de março de 1845: Flórida torna-se o 27º estado.
- 4 de julho de 1845: Congresso de Texas vota para anexação.
- 29 de dezembro de 1845: Congresso dos Estados Unidos admite Texas para União.
- 29 de dezembro de 1845: Texas é anexado pelos Estados Unidos, tornando-se o 28º estado americano.
- 4 de março de 1845: James Polk toma posse como o 11º Presidente.
- 8 de maio de 1846 a 2 de fevereiro de 1848: Guerra Mexicano-Americana.
- 13 de maio de 1846: Os Estados Unidos declaram guerra ao México.
- 28 de dezembro de 1846: Iowa torna-se o 29º estado.
- 2 de fevereiro de 1848: O Tratado de Guadalupe Hidalgo é assinado, terminando a Guerra Mexicano-Americana.
- 24 de janeiro de 1848: Ouro é encontrado em Sutter's Mill na Califórnia. Início da Corrida do ouro na Califórnia.
- 2 de fevereiro de 1848: Tratado de Guadalupe Hidalgo.
- 29 de maio de 1848: Wisconsin torna-se o 30º estado.
- 7 de novembro de 1848: Eleição presidencial.
- 4 de março de 1849: Zachary Taylor toma posse como o 12º presidente.
- 30 de maio de 1850: Os Territórios de Kansas e Nebraska são organizados.
- 9 de julho de 1850: Morre o presidente Zachary Taylor. Millard Fillmore toma posse como o 13º presidente.
- 9 de setembro de 1850: O Território de Utah é organizado. Califórnia torna-se o 31º estado.
- 2 de novembro de 1852: Eleição presidencial.
- 2 de março de 1853: Os Territórios de Washington e Oregon são organizados.
- 4 de março de 1853: Franklin Pierce toma posse como o 14º presidente.
- 28 de fevereiro de 1854: Partido Republicano é fundado em Ripon, Wl.
- 4 de novembro de 1856: Eleição presidencial.
- 4 de março de 1857: James Buchanan toma posse como o 15º presidente.
- Maio de 1857 a julho de 1858: Guerra de Utah.
- 11 de maio de 1858: Minnesota torna-se o 32º estado.
- 18 de setembro de 1858: Massacre de Montanha Meadow, Utah.
- 14 de fevereiro de 1859: Oregon torna-se o 33º estado.
- 6 de novembro de 1860: Eleição presidencial: Abraham Lincoln é eleito Presidente.
- 29 de janeiro de 1861: Kansas torna-se o 34º estado.
- 4 de fevereiro de 1861: Os Estados Confederados da América são formados por seis Estados do Sul.
- 18 de fevereiro de 1861: Jefferson Davis toma posse como o único Presidente dos Estados Confederados da América.
- 22 de fevereiro de 1861: O Território de Nevada é organizado.
- 23 de fevereiro de 1861: Texas é o 7º estado a separar-se da União.
- 28 de fevereiro de 1861: O Território de Colorado é organizado.
- 4 de março de 1861: O Território de Dakota é organizado.
- 4 de março de 1861: Abraham Lincoln toma posse como o 16º Presidente dos Estados Unidos.
- 11 de março de 1861: O Congresso Confederado adota a Constituição.
- 12 de abril de 1861 a 9 de abril de 1865: Guerra Civil Americana.
- 20 de maio de 1862: Lei da Propriedade Rural é assinada.
- 1863 a 1865: Guerra do Colorado.
- 20 de junho de 1863: Virgínia Ocidental torna-se o 35º estado.
- 1 de janeiro de 1863: A Proclamação de Emancipação é assinada pelo Presidente Abraham Lincoln para abolir os escravos do sul.
- 25 de fevereiro de 1863: A National Banking Act é assinada.
- 31 de outubro de 1864: Nevada torna-se o 36º estado.
- 8 de novembro de 1864: Eleição presidencial.
- 29 de novembro de 1864: Massacre de Sand Creek.
- 31 de janeiro de 1865: 13ª Emenda à Constituição é aprovada pelo Congresso.
- 9 de abril de 1865: Os Estados Confederados da América se rendem, terminado a Guerra Civil Americana.
- 14 de abril de 1865: Presidente Abraham Lincoln atingido a tiros por John Wilkes Booth no Teatro Ford em Washington, DC; morre em 15 de abril. Andrew Johnson toma posse como o 17º presidente.
- 6 de dezembro de 1865: 13ª Emenda é ratificada, abolindo escravidão.
- 24 de dezembro de 1865: Ku Klux Klan é fundada.
- 21 de dezembro de 1866: Massacre de Fetterman.
- 1 de março de 1867: Nebraska torna-se o 37º estado.
- 2 de março de 1867: O primeiro Ato da Reconstrução é aprovada.
- 11 de março de 1868: O último Ato da Reconstrução é aprovada.
- 14 de abril de 1868: Carolina do Sul adota uma nova constituição.
- 16 de abril de 1868: Louisiana adota uma nova constituição.
- 10 de maio de 1868: 14ª Emenda é adotada.
- 3 de novembro de 1868: Eleição presidencial: Ulysses Grant é eleito Presidente.
- 4 de março de 1869: Ulysses Grant toma posse como o 18º presidente.
- 3 de fevereiro de 1870: 15ª Emenda é ratificada.
- 8 a 11 de novembro de 1871: Grande incêndio em Chicago.
- 5 de novembro de 1872: Eleição presidencial.
- 1873: Pânico de 1873.
- 2 de fevereiro de 1876: A Liga Nacional de beisebol é fundada.
- 7 de março de 1876: Alexander Graham Bell patenteia o telefone.
- 1 de agosto de 1876: Colorado torna-se o 38º estado.
- 7 de novembro de 1876: Eleição presidencial.
- 4 de março de 1877: Rutherford Hayes toma posse como o 19º presidente.
- 6 de junho a 5 de outubro de 1877: Guerra de Nez Percé.
- 2 de novembro de 1880: Eleição presidencial.
- 4 de março de 1881: James Garfield toma posse como o 20º presidente.
- 21 de maio de 1881: Cruz Vermelha é fundada por Clara Barton.
- 2 de julho de 1881: Tentativa de assassinato de Presidente James Garfield em Washington, DC.
- 19 de setembro de 1881: Após o atentado, Chester Arthur toma posse como o 21º presidente.
- 17 de maio de 1884: O Território de Alasca é organizado.
- 4 de novembro de 1884: Eleição presidencial.
- 4 de março de 1885: Grover Cleveland toma posse como o 22º presidente.
- 28 de outubro de 1886: Estátua da Liberdade é inaugurada no porto de Nova Iorque.
- 12 de janeiro de 1888: A Nevasca nas escolas mata 235 pessoas presas.
- 11 de março de 1888: A Grande Nevasca de 1888 mata 400 pessoas.
- 6 de novembro de 1888: Eleição presidencial.
- 2 de novembro de 1889: Dakota do Norte e Dakota do Sul tornam-se 39º e 40º estados.
- 8 de novembro de 1889: Montana torna-se o 41º estado.
- 11 de novembro de 1889: Washington torna-se o 42º estado.
- 3 de julho de 1890: Idaho torna-se o 43º estado.
- 10 de julho de 1890: Wyoming torna-se o 44º estado.
- 29 de dezembro de 1890: Massacre de Wounded Knee.
- 8 de novembro de 1892: Eleição presidencial.
- 1893: Pânico financeiro de 1893.
- 11 de maio de 1894: Greve de Pullman.
- 4 de janeiro de 1896: Utah torna-se o 45º estado.
- 3 de novembro de 1896: Eleição presidencial.
- 20 de abril de 1898: Os Estados Unidos declaram guerra à Espanha.
- 1 de maio de 1898: Forças americanas vencem a Batalha da Baía Manila.
- 1 de julho de 1898: Forças americanas vencem a Batalha de Santiago.
- 7 de julho de 1898: Os Estados Unidos anexam Havaí.
- 25 de julho de 1898: Forças americanas invadem Porto Rico.
- 10 de dezembro de 1898: Os Estados Unidos e a Espanha assinam o Tratado de Paris de 1898, oficialmente terminado a Guerra Hispano-Americana.
- 6 de fevereiro de 1899: Os Estados Unidos anexam Guam, as Filipinas e Porto Rico.
- 22 de fevereiro de 1900: Território de Havaí é organizado.
- 9 de setembro de 1900: Grande desastre em Galveston, Texas.
- 6 de novembro de 1900: Eleição presidencial.

## Século XX
- 4 de março de 1901: William McKinley toma posse como o Presidente pelo segundo mandato.
- 4 de março de 1901: Theodore Roosevelt toma posse como o 25º vice-Presidente.
- 28 de maio de 1901: A Emenda Platt é aprovada.
- 6 de setembro de 1901: William McKinley é atingido a tiros pelo anarquista Leon Czolgosz em Bufallo, Nova Iorque.
- 14 de setembro de 1901: Após o atentado, morre o Presidente McKinley. Theodore Roosevelt toma posse como o 26º Presidente.
- 16 de junho de 1903: Ford Motor Company é fundada.
- 14 de dezembro de 1903: Orville Wright voa um avião em Kitty Hawk, Carolina do Norte, o primeiro voo da história de aviação.
- 8 de novembro de 1904: Eleição presidencial.
- 18 de abril de 1906: Terremoto de San Francisco de 1906.
- 6 de novembro de 1906: Os Estados Unidos reconhecem a nova República do Panamá.
- 4 de março de 1905: Theodore Roosevelt toma posse como o Presidente pelo segundo mandato.
- 18 de abril de 1906: Terremoto em San Francisco deixa 503 mortos ou desaparecidos.
- 16 de janeiro de 1907: Oklahoma é o 46º estado admitido a União.
- 16 de novembro de 1907: Oklahoma torna-se o 46º estado, com uma população de 1.414.177, incluindo residentes no Território dos Índios.
- 13 de março de 1907: Pânico financeiro de 1907 inicia.
- 26 de julho de 1908: Bureau of Investigation (atual FBI) é fundada.
- 3 de novembro de 1908: Eleição presidencial.
- 4 de março de 1909: William Taft toma posse como o 27º Presidente.
- 27 de outubro de 1911: O primeiro estúdio do cinema do país é fundado.
- 6 de janeiro de 1912: Novo México torna-se o 47º estado.
- 14 de fevereiro de 1912: Arizona torna-se o 48º estado.
- 13 de outubro de 1912: Tentativa de assassinato de Theodore Roosevelt em Milwaukee, Wisconsin.
- 5 de novembro de 1912: Eleição presidencial.
- 4 de março de 1913: Woodrow Wilson toma posse como 28º Presidente.
- 23 de dezembro de 1913: Ato da Reserva Federal.
- 21 de abril de 1914: Forças americanas ocupam Vera Cruz, México.
- 18 de julho de 1914: O Corpo Aéreo do Exército dos Estados Unidos é fundado.
- 1916: Ato Federal de Compensação é aprovada.
- 7 de novembro de 1916: Eleição presidencial.
- 5 de março de 1917: Woodrow Wilson toma posse como o Presidente pelo segundo mandato.
- 6 de abril de 1917: Os Estados Unidos entram na Primeira Guerra Mundial.
- 10 de janeiro de 1918: A Emenda para o voto feminino é aprovada pela Câmara dos Deputados.
- 16 de janeiro de 1919: A Lei Seca sobre a proibição de bebidas alcoólicas é adotada.
- 4 de junho de 1919: A 19ª Emenda é ratificada.
- 2 de novembro de 1920: Eleição presidencial.
- 4 de março de 1921: Warren Harding toma posse como o 29º Presidente.
- 2 de julho de 1921: Warren Harding assina resolução declarando paz com Áustria e Alemanha.
- 3 de agosto de 1923: Morre o Presidente Harding. Calvin Coolidge toma posse como o 30º Presidente.
- 4 de novembro de 1924: Eleição presidencial.
- 6 de novembro de 1928: Eleição presidencial.
- 4 de março de 1929: Herbert Hoover toma posse como o 31º Presidente.
- 29 de outubro de 1929: Grande Depressão.
- 3 de março de 1931: O hino nacional é adotado.
- 12 de janeiro de 1932: Hattie Wyatt Caraway de Arkansas é a primeira mulher eleita como Senado.
- 8 de novembro de 1932: Eleição presidencial.
- 15 de fevereiro de 1933: Tentativa de assassinato de Franklin Roosevelt em Miami, Florida.
- 4 de março de 1933: Franklin Roosevelt toma posse como o 32º Presidente.
- 5 de dezembro de 1933: A Lei Seca é abolida.
- 3 de novembro de 1936: Eleição presidencial.
- 20 de janeiro de 1937: Franklin Roosevelt toma posse o Presidente pelo segundo mandato.
- 16 de outubro de 1940: Benjamin Davis torna-se o primeiro general negro do Exército dos Estados Unidos.
- 5 de novembro de 1940: Eleição presidencial.
- 20 de janeiro de 1941: Franklin Roosevelt toma posse como o Presidente pelo terceiro mandato.
- 7 de dezembro de 1941: Ataque a Pearl Harbor. Forças aeronavais do Japão atacam a base naval estadunidense de Pearl Harbor, Havaí.
- 8 de dezembro de 1941: Os Estados Unidos declaram guerra ao Japão.
- 11 de dezembro de 1941: Alemanha e Itália declaram guerra aos Estados Unidos.
- 7 de novembro de 1944: Eleição presidencial.
- 20 de janeiro de 1945: Franklin Roosevelt toma posse como o Presidente pelo quarto mandato.
- 12 de abril de 1945: Harry Truman toma posse como o 33º Presidente.
- 6 de agosto de 1945: A bomba atômica Little Boy é lançada pelos EUA na cidade japonesa de Hiroshima.
- 9 de agosto de 1945: A outra bomba atômica Fat Man é lançada pelos EUA na cidade japonesa de Nagasaki.
- 18 de setembro de 1947: A Força Aérea dos Estados Unidos é criada.
- 2 de novembro de 1948: Eleição presidencial.
- 20 de janeiro de 1949: Harry Truman toma posse como o Presidente pelo segundo mandato.
- 25 de junho de 1950: Início da Guerra da Coreia.
- 25 de julho de 1952: Porto Rico torna-se uma comunidade americana.
- 1 de novembro de 1952: Primeira bomba de hidrogênio é detonada pelos Estados Unidos em Eniwetok, um atol nas Ilhas Marshall.
- 4 de novembro de 1952: Eleição presidencial.
- 20 de janeiro de 1953: Dwight Eisenhower toma posse como o 34º Presidente.
- 27 de julho de 1953: Fim da Guerra da Coreia.
- 6 de novembro de 1956: Eleição presidencial.
- 21 de janeiro de 1957: Dwight Eisenhower toma posse como o Presidente pelo segundo mandato.
- 31 de janeiro de 1958: Explorer I, o primeiro satélite, é lançado.
- 29 de julho de 1958: A NASA (de inglês National Aeronautics and Space Administration) é criada.
- 3 de janeiro de 1959: Alasca torna-se o 49º estado.
- 21 de agosto de 1959: Havaí torna-se o 50º estado.
- 1959: Início da Guerra do Vietnã.
- 8 de novembro de 1960: Eleição presidencial.
- 20 de janeiro de 1961: John F. Kennedy toma posse como o 35º Presidente.
- 22 de novembro de 1963: John F. Kennedy, 35º presidente da República, é assassinado pelo atirador Lee Harvey Oswald em Dallas, Texas. Lyndon Johnson toma posse como o 36º Presidente.
- 24 de novembro de 1963: Após o assassinato, o atirador Lee Harvey Oswald é assassinado pelo dono da casa noturna, Jack Ruby.
- 2 de julho de 1964: A Lei de Direitos Civis é assinada pelo Presidente, proibindo a segregação racial.
- 3 de novembro de 1964: Eleição presidencial.
- 21 de fevereiro de 1965: Malcolm X, líder afro-americano, é assassinado na cidade de Nova York.
- 16 de março de 1968: Guerra do Vietnã: Soldados americanos matam 300 aldeãos vietnamitas no massacre de My Lai.
- 4 de abril de 1968: Dr. Martin Luther King Jr. é assassinado em Memphis,TN; James Earl Ray condenado pelo crime.
- 5 de junho de 1968: Robert F. Kennedy, senador norte-americano, é assassinado em Los Angeles, Califórnia; Sirhan Sirhan, condenado pelo crime.
- 5 de novembro de 1968: Eleição presidencial.
- 20 de janeiro de 1969: Richard Milhous Nixon toma posse como o 37º Presidente.
- 20 de julho de 1969: Astronautas Neil Armstrong e Edwin Aldrin Jr. tornam-se os primeiros homens a pisar na Lua.
- 1 de maio de 1970: Tropas americanas invadem Camboja.
- 7 de novembro de 1972: Eleição presidencial: Presidente Nixon é reeleito.
- 20 de janeiro de 1973: Richard Nixon toma posse o Presidente pelo segundo mandato.
- 9 de maio de 1974: O Comitê Judiciário da Câmara dos Representantes inicia um processo de impeachment contra Nixon.
- 9 de Agosto de 1974: Nixon renuncia à presidência da República após o escândalo de Watergate. Gerald Ford toma posse como o 38º Presidente.
- 30 de abril de 1975: Fim da Guerra da Vietnã.
- 2 de novembro de 1976: Eleição presidencial.
- 20 de janeiro de 1977: Jimmy Carter toma posse o 39º Presidente.
- 4 de novembro de 1980: Eleição presidencial.
- 20 de janeiro de 1981: Ronald Reagan toma posse como o 40º Presidente.
- 6 de novembro de 1984: Eleição presidencial.
- 21 de janeiro de 1985: George H. W. Bush toma posse como o 41º Presidente.
- 28 de janeiro de 1986: Um acidente do ônibus espacial Challenger mata 7 astronautas.
- 8 de novembro de 1988: Eleição presidencial.
- 24 de abril de 1990: Telescópio espacial Hubble é lançado para o espaço.
- 2 de agosto de 1990 a 28 de fevereiro de 1991: Guerra do Golfo.
- 20 de outubro de 1991: Incêndios em Oakland Hills causam a morte de 25 pessoas e destrói 3.469 casas e apartamentos.
- 3 de novembro de 1992: Eleição presidencial.
- 21 de janeiro de 1993: Bill Clinton toma posse como o 42º Presidente.
- 26 de fevereiro de 1993: Atentado ao World Trade Center deixa 6 mortos e 1.042 feridos.
- 17 de janeiro de 1994: Terremoto de Northridge mata 72 em Los Angeles.
- 19 de abril de 1995: Atentado de Oklahoma City deixa 168 mortos e mais de 800 feridos.
- 5 de novembro de 1996: Eleição presidencial: Bill Clinton é reeleito.
- 21 de janeiro de 1997: Bill Clinton toma posse como o Presidente pelo segundo mandato.
- 7 de agosto de 1998: Atentados terroristas contra embaixadas estadunidenses em Quênia e Tanzânia.
- 20 de abril de 1999: O Massacre de Columbine deixa 15 mortos e 24 feridos.
- 16 de julho de 1999: John F. Kennedy, Jr., filho do ex-presidente, morre de acidente aérea, junto com sua esposa e cunhada.
- 7 de novembro de 2000: Eleição presidencial: George W. Bush, governador do Texas, vence com 271 votos eleitorais contra 266 votos do vice-presidente, Al Gore.

## Século XXI
- 20 de janeiro de 2001: George W. Bush toma posse como o 43º Presidente.
- 11 de setembro de 2001: Atentados terroristas ao World Trade Center em Nova Iorque e ao Pentágono em Washington, DC deixam 2 993 mortos (incluindo 19 terroristas) e 6 291 feridos.
- 7 de outubro de 2001: Os Estados Unidos invadem o Afeganistão.
- 1 de fevereiro de 2003: Um acidente do Ônibus Espacial Columbia mata 7 tripulantes.
- 20 de março a 1 de maio de 2003: Invasão do Iraque.
- 14 de dezembro de 2003: Saddam Hussein é capturado pelo exército norte-americano em Ticrite, Iraque.
- 1 de junho de 2004: Inicia a Temporada de furacões no Atlântico de 2004.
- 30 de setembro de 2004: Primeiro debate da eleição presidencial, entre Dick Cheney e John Edwards.
- 2 de novembro de 2004: Eleição presidencial: George W. Bush é reeleito.
- 8 de junho de 2005 a 6 de janeiro de 2006: Temporada de furacões no Atlântico de 2005.
- 16 de abril de 2007: Massacre de Virginia Tech: O atirador sul-coreano Seung-hui Cho mata 32 pessoas e fere 21 em Blacksburg, Virginia.
- 4 de novembro de 2008: Eleição presidencial: Barack Obama é eleito o presidente.
- 20 de janeiro de 2009: Barack Obama assume o 44° presidente da República e torna-se o primeiro presidente negro do país.
- 17 de abril de 2009: Os primeiros dois casos de gripe suína são identificados no Estado de  Califórnia.
- 28 de abril de 2009: A primeira morte de gripe suína é confirmada nos Estados Unidos.
- 1 de maio de 2011: Osama Bin Laden, autor dos Atentados terroristas ao World Trade Center em Nova Iorque e ao Pentágono em Washington, DC é morto por um grupo de agentes especiais da marinha americana (Seals).
- 2012 No Outono de 2012, Mitt Romney concorreu com Barack Obama pela Presidência do País. Obama foi re-eleito em Novembro do mesmo ano. No mesmo ano mais de metade do país experimentou registro acerca do furacão Sandy que causou enormes danos a áreas costeiras de Nova York e Nova Jersey.

- 26 de junho de 2015: O Supremo Tribunal dos Estados Unidos legalizou o casamento gay nacionalmente no caso de Obergefell v. Hodges.[1]
- 8 de novembro de 2016: Eleição presidencial: Donald Trump é eleito o presidente[2]
- 20 de janeiro de 2017: Donald Trump toma posse como 45º presidente da república[3]
- 24 de setembro de 2019: A presidente da Câmara dos Representantes, Nancy Pelosi, abre processo de impeachment contra Donald Trump.[4] Trump foi acusado de abuso de poder e, durante o inquérito, de obstrução do Congresso.[5]
- 18 de dezembro de 2019: Impeachment de Trump é aprovado na Câmara.[5]
- 5 de fevereiro de 2020: Senado absolve Donald Trump das acusações de abuso de poder e obstrução do Congresso, rejeitando o impeachment.[6]
- 3 de novembro de 2020: Eleição presidencial: Joe Biden é eleito o presidente, impedindo a reeleição de Donald Trump.[7] Devido a pandemia de Covid-19, nessa eleição se obtiveram índices recorde de votações pelo correio e votações antecipadas.[8][9]
- 6 de janeiro de 2021: O Capitólio dos Estados Unidos é invadido por apoiadores do presidente Donald Trump, interrompendo processo de certificação da vitória de Joe Biden na eleição de 2020.[10] O processo costuma ser uma formalidade; porém, devido a recusa do presidente Trump em aceitar o resultado, alegando que houve uma fraude eleitoral, ele terminou obtendo mais publicidade do que de costume.[11][12]
- 7 de janeiro de 2021: Após a invasão, o Congresso retoma o processo de certificação e confirma a vitória de Joe Biden na eleição de 2020.[13]
- 13 de janeiro de 2021: Câmara dos representantes abre um novo processo de impeachment contra Donald Trump, acusando-o de incitar a invasão ao Capitólio e atos de violência.[14][15] O processo foi aprovado na Câmara e, com isso, Donald Trump se tornou o único presidente da história dos EUA a sofrer impeachment duas vezes.[16]
- 20 de janeiro de 2021: Joe Biden toma posse como 46º presidente da república.[17] Nesse dia, Kamala Harris se tornou a primeira mulher a ser vice-presidente da república (e, consequentemente, do Senado) na história do país.[18][19]